# Zbigniew Kaczmarek
Zbigniew Tadeusz Kaczmarek (Tarnowskie Góry, 21 luglio 1946 – Hannover, 15 maggio 2023) è stato un sollevatore polacco medagliato olimpico e campione mondiale ed europeo che ha gareggiato nella categoria dei pesi leggeri (fino a 67,5 kg.).
Dal 1983 gareggiò per la Germania Ovest, ove si era rifugiato con la sua famiglia, prendendone la cittadinanza. Kaczmarek è ancora oggi uno dei sollevatori polacchi più vincenti della storia, avendo collezionato numerose medaglie tra Olimpiadi, campionati mondiali ed europei.

## Biografia
La sua carriera iniziò a decollare nel 1969 in occasione dei Campionati mondiali ed europei di Varsavia, dove vinse la medaglia di bronzo con 425 kg. nel totale di tre prove, dietro al connazionale Waldemar Baszanowski (445 kg.) e all'ungherese János Bagócs (430 kg.).
Nel 1970 vinse la medaglia di bronzo ai Campionati europei di Szombathely con 427,5 kg. nel totale ma, alcuni mesi dopo, ai Campionati mondiali di Columbus riuscì a conquistare la medaglia d'oro con 440 kg. nel totale, battendo Baszanowski (437,5 kg.).
Nel 1971 fu medaglia d'argento ai Campionati europei di Sofia con 435 kg. nel totale e nuovamente medaglia d'oro ai Campionati mondiali di Lima con 440 kg. nel totale.
L'anno successivo ottenne la medaglia d'argento ai Campionati europei di Costanza con 442,5 kg. nel totale e poco dopo prese parte alle Olimpiadi di Monaco di Baviera 1972, vincendo la medaglia di bronzo con 437,5 kg. nel totale, alle spalle del sovietico Mucharbij Kiržinov (460 kg.) e del bulgaro Mladen Kučev (450 kg.). Questa competizione olimpica era valida anche come Campionato mondiale.
Nel 1973 vinse la medaglia di bronzo ai Campionati europei di Madrid con 292,5 kg. nel totale di due prove, essendo stata nel frattempo abolita la prova di distensione lenta per decisione della IWF.
Un anno dopo Kaczmarek vinse la medaglia d'argento sia ai Campionati europei di Verona con 297,5 kg. nel totale, sia ai Campionati mondiali di Manila con 302,5 kg. nel totale, battuto dal sovietico Petro Korol' (305 kg.) ma terminando davanti all'iraniano Nasrollah Dehnavi (295 kg.).
Nel 1975 Kaczmarek ottenne la medaglia d'argento ai Campionati mondiali ed europei di Mosca con 312,5 kg. nel totale, stesso risultato del vincitore Petro Korol'.
Nel 1976 diventò campione europeo per la prima e unica volta nella sua carriera, vincendo la medaglia d'oro ai Campionati europei di Berlino Est con 305 kg. nel totale, battendo il connazionale Jan Łostowski (302,5 kg.). Alcuni mesi dopo partecipò alle Olimpiadi di Montréal 1976, vincendo la competizione con 307,5 kg. nel totale, ma venendo successivamente squalificato in quanto risultò positivo al doping, con l'assegnazione del titolo olimpico a Petro Korol'.
L'anno seguente ai Campionati mondiali ed europei di Stoccarda Kaczmarek si piazzò al 3º posto finale, con 297,5 kg. nel totale, nella classifica mondiale e al 2º posto in quella europea, ottenendo pertanto la medaglia di bronzo mondiale e la medaglia d'argento europea.
Nel 1978 Kaczmarek vinse dapprima la medaglia di bronzo ai Campionati europei di Havířov con 302,5 kg. nel totale e, qualche mese dopo, vinse la medaglia d'argento ai Campionati mondiali di Gettysburg con lo stesso risultato nel totale, alle spalle del bulgaro Janko Rusev (310 kg.) e davanti al tedesco orientale Günter Ambraß (300 kg.). Fu questa l'ultima importante medaglia vinta da Kaczmarek in grandi competizioni internazionali.
Continuò comunque a gareggiare, partecipando alle Olimpiadi di Mosca 1980, valevoli anche come campionato mondiale, dove terminò al 6º posto finale con 317,5 kg. nel totale.
Nel 1982 Kaczmarek fuggì nella Germania Ovest con la sua famiglia, prendendone la cittadinanza e continuando a gareggiare per il suo nuovo Paese fino al 1985.
Nel corso della sua carriera Zbigniew Kaczmarek stabilì un record mondiale nella prova di strappo.